# Maluma
Juan Luis Londoño Arias (Medellín, 1994. január 28. –) kolumbiai énekes, dalszerző és színész.

## Élete
Marlli Arias és Luis Londoño gyermekeként született. Van egy lánytestvére, Manuela. Kiskorától kezdve érdekli a labdarúgás, valamint a zene. A Hontanares Schoolban tanult, ahol barátai bátorítására indult helyi tehetségkutató versenyeken.
Első dalát 15 éves korában szerezte. A nagybátyja bérelt neki felvételi időt egy stúdióban a születésnapjára. Ez a dal elnyerte a zenei producerek tetszését, és megkérték arra, hogy válasszon egy nevet, amelyet könnyű megjegyezni. Így lett a művészneve Maluma, amely a Marlli, Luis és Manuela nevek keresztezése.

## Magánélete
Maluma katolikus vallású.
Romantikus életét általában titokban tartotta, ezért az sok találgatás tárgyát képezte. Egy 2018 januári interjúban azonban elismerte, hogy kapcsolatban áll Natalia Barulich kubai-horvát modellel. Így nyilatkozott a kapcsolatról: „Azt hiszem, ezek az alapok. Ez a legfontosabb dolog. Most éppen randizunk. Szeretjük, ami köztünk van, én szeretem a társaságát, ő pedig támogat és szeret engem, úgyhogy mindenki úgy lát engem, mint még soha”. Maluma és Natalia Barulich 2019-ben szakítottak.
Maluma 2019 végén kezdett el randizni az orosz szupermodellel, Vivien Rubinnal. Vivien Rubin és Maluma együtt töltötték a szilvesztert Aspenben.

## Diszkográfia
- Magia (2012)
- Pretty Boy, Dirty Boy (2015)
- F.A.M.E. (2018)
- 11:11 (2019)
- Papi Juancho (2020)

## Filmográfia

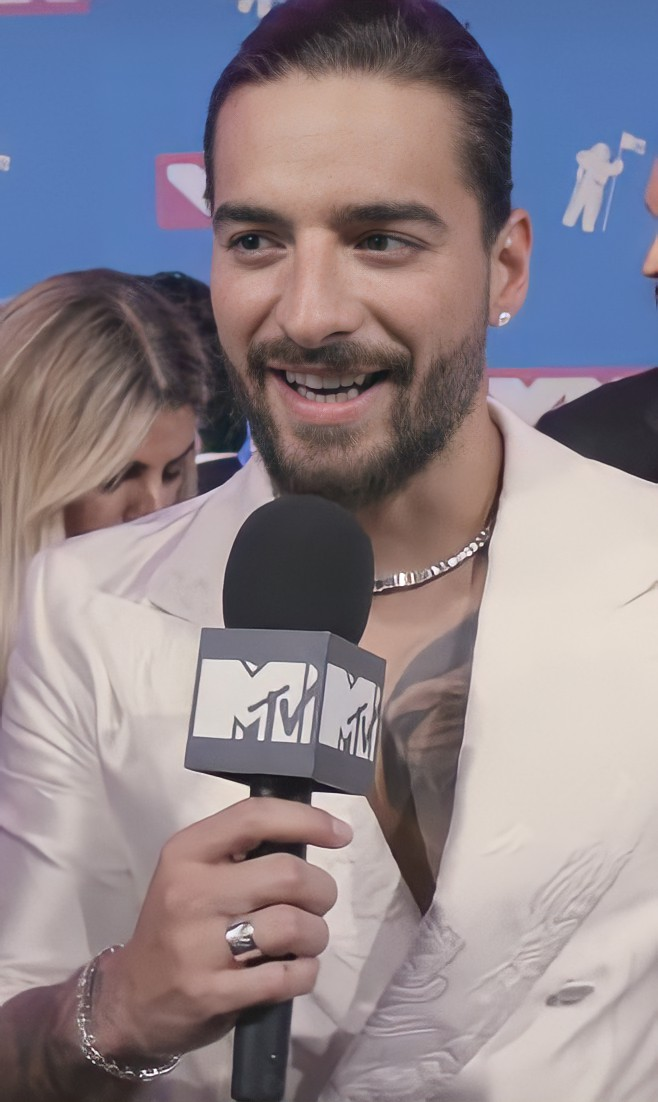
2018-ban.

| Év        | Cím                                 | Szerep           | Megjegyzés                          |
| --------- | ----------------------------------- | ---------------- | ----------------------------------- |
| 2014–2015 | La voz Kids Colombia                | Önmaga / edző    | 1. és 2. évad                       |
| 2014      | Kids' Choice Awards Colombia 2014   | Önmaga           | Fő előadó                           |
| 2016      | Despertar contigo                   | Önmaga           | vendég                              |
| 2017–2018 | La Voz... México                    | Önmaga / edző    | 6. és 7. évad                       |
| 2017      | La Voz Kids México                  | Önmaga / edző    | 1. évad                             |
| 2017      | X (The Film)                        | Önmaga           | Dokumentumfilm (rövidfilm)          |
| 2019      | Lo Que Era, Lo Que Soy, Lo Que Seré | Önmaga           | Dokumentumfilm a YouTube Premium-on |
| 2021      | Encanto                             | Mariano (hangja) |                                     |
| 2022      | Vegyél el                           | Bastian          |                                     |
| 2024      | Énekelj! 3.                         | Richard          | forgatás alatt                      |